# Battaglia di Bu'ath
La battaglia di Buʿāth (in arabo ﻳﻮﻡ بُعاث ‎?, Yawm Buʿāth) è stata una battaglia combattuta nel 617 fra i Banū Aws e i Banū Khazraj, tribù entrambe di Medina (all'epoca Yathrib), nell'area sud-orientale dell'oasi medinese in cui era insediata la tribù ebraica dei Banū Qurayẓa.

## Storia
Gli Aws erano appoggiati dalle tribù ebraiche dei Banū Naḍīr e dei Banū Qurayẓa, oltre che dalle tribù arabe beduine dei Muzayna. Il comandante dell'alleanza fu Ḥuḍayr ibn Simāk. Il fronte opposto era guidato da ʿAmr ibn al-Nuʿmān e costituito dalla maggioranza della tribù dei Khazraj e dai beduini delle tribù dei Juhayna e Ashjaʿ. Il clan awsita degli Ḥāritha e il capo (sayyid) khazragita ʿAbd Allāh b. Ubayy rimasero neutrali.
Nel corso della battaglia, gli Aws e i loro alleati inizialmente dovettero ritirarsi ma poi contrattaccarono e sconfissero i Khazraj; entrambi i capi delle opposte forze furono uccisi. Malgrado la vittoria degli Aws, l'esito della battaglia condusse a una tregua non semplice che consiglierà più tardi di inviare Maometto in veste di arbitro (ḥakam ), consentendogli di lasciare coi suoi seguaci la città natale fattasi sempre più pericolosa per la sua attività di apostolo della nuova fede islamica.